# Lasioglossum carinifrons
Lasioglossum carinifrons là một loài Hymenoptera trong họ Halictidae. Loài này được Cameron mô tả khoa học năm 1904.